# Off the Ground
| Recensione                     | Giudizio     |
| ------------------------------ | ------------ |
| AllMusic                       | [ 10 ]       |
| Rolling Stone                  | [ 11 ]       |
| Encyclopedia of Popular Music  | [ 12 ]       |
| Entertainment Weekly           | C–           |
| The Essential Rock Discography | 4/10         |
| Houston Chronicle              | [ 15 ]       |
| Los Angeles Times              | [ 16 ]       |
| MusicHound                     | [ 17 ]       |
| The New York Times             | (favorevole) |
| Q                              | [ 19 ]       |
| Ondarock                       | 5/10         |

Off the Ground è il 12º album in studio di Paul McCartney, pubblicato nel 1993. Oltre ad essere il primo disco degli anni novanta dell'ex Beatle, è anche l'atteso seguito di Flowers in the Dirt del 1989.

## Registrazione e struttura
Quando le sedute di registrazione per l'album ebbero inizio, nell'autunno del 1991, McCartney decise di utilizzare come musicisti di studio la band che lo aveva seguito nel precedente tour. In aggiunta, i brani Mistress and Maid e The Lovers That Never Were, che risalivano alla collaborazione con Elvis Costello, fanno il loro debutto su vinile in quest'album. A differenza di Flowers in the Dirt, comunque, Costello non appare in Off the Ground.
Una delle differenza principali tra Flowers in the Dirt e Off the Ground è un sound generale più diretto e lineare. Inoltre, si nota nei testi dei brani, un incremento di interesse e partecipazione in McCartney circa le cause sociali, come l'anti-vivisezione (Looking For Changes) – McCartney e la moglie Linda erano già da tempo vegetariani convinti – o la speranza in un mondo migliore (Hope of Deliverance e C'Mon People).
Hope of Deliverance, brano pop dal sapore latino, fu registrata con chitarre in stile flamenco suonate da McCartney e Robbie McIntosh, mentre durante le sovraincisioni delle percussioni venne chiamato a contribuire il musicista italiano Maurizio Ravalico.

## Pubblicazione
Il singolo di lancio, Hope of Deliverance, fu pubblicato nell'ultima settimana di dicembre del 1992 e l'album seguì nel febbraio 1993. Anche se Off the Ground salì alla posizione numero 5 in Gran Bretagna e raggiunse la posizione numero 17 nella classifica statunitense di Billboard, il disco fu il primo album di Paul McCartney a non sfornare un singolo di successo da classifica negli Stati Uniti dai tempi di Wild Life degli Wings nel 1971. In Germania, invece, l'album riscosse un notevole successo, con il singolo Hope of Deliverance al terzo posto in classifica e il disco al secondo posto per quattro settimane di seguito.
Poche settimane dopo l'uscita dell'album, McCartney intraprese il suo nuovo tour mondiale di concerti. Le esibizioni provenienti dai vari concerti possono essere ascoltate sul disco Paul Is Live, che seguì alla fine del 1993.
Nonostante sia generalmente considerato dalla critica un seguito abbastanza deludente dell'acclamato predecessore Flowers in the Dirt e, il disco venga spesso sottovalutato anche dai fan, Off the Ground si è ritagliato una fetta di ammiratori tra i fan più devoti di McCartney.
I piedi ritratti in copertina sono quelli di McCartney, della moglie Linda e dei componenti della sua touring band.

## Tracce
Tutti i brani sono opera di Paul McCartney, eccetto dove indicato.
1. Off the Ground – 3:40
2. Looking for Changes – 2:47
3. Hope of Deliverance – 3:22
4. Mistress and Maid (Paul McCartney / Elvis Costello) – 3:00
5. I Owe It All to You – 4:51
6. Biker Like an Icon – 3:26
7. Peace in the Neighbourhood – 5:06
8. Golden Earth Girl – 3:45
9. The Lovers That Never Were (Paul McCartney / Declan MacManus) – 3:43
10. Get Out of My Way – 3:32
11. Winedark Open Sea – 5:27
12. C'Mon People – 7:42
  - Seguita da un breve estratto di una traccia fantasma intitolata Cosmically Conscious, scritta in origine da McCartney nel 1968 durante il periodo di meditazione trascendentale passato in India dai Beatles

### Off the Ground: The Complete Works
Off the Ground: The Complete Works è una versione su doppio CD pubblicata solo in Giappone e nei Paesi Bassi. Questa versione contiene brani aggiuntivi come Big Boys Bickering, una canzone di protesta, Long Leather Coat e I Can't Imagine.

#### Tracce del CD 2
1. Long Leather Coat (McCartney/McCartney)
2. Keep Coming Back to Love (McCartney/Stuart)
3. Sweet Sweet Memories
4. Things We Said Today (Lennon/McCartney)
5. Midnight Special (Arranged by Led Better/Lomax)
6. Style Style
7. I Can't Imagine
8. Cosmically Conscious - 4:39
9. Kicked Around No More
10. Big Boys Bickering
11. Down to the River
12. Soggy Noodle

Curiosamente, anche se quest'edizione dell'album viene definita "The Complete Works", mancano da essa due b-side e tre promo remix. Le tracce mancanti sono: Deliverance e Deliverance (Dub Mix), rifacimenti in chiave dance del brano Hope of Deliverance pubblicati come lati B del CD singolo di C'Mon People, e tre remix promozionali della canzone Off the Ground, chiamate The Bob Clearmountain Remix, The Keith Cohen Remix, e The Keith Cohen AC Remix.

## Formazione
- Paul McCartney - voce, basso, chitarra acustica, chitarra elettrica, mellotron, ocarina, organo, percussioni, pianoforte
- Hamish Stuart - basso, chitarra a 12 corde, chitarra acustica, chitarra elettrica, percussioni, pianoforte, cori
- Blair Cunningham - batteria, percussioni, congas, cori
- Robbie McIntosh - chitarra acustica, chitarra elettrica, mandolino, chitarra spagnola, cori
- Linda McCartney - autoharp, violoncello, armonium, moog, percussioni, fischio, cori
- Paul Wickens - fisarmonica, clavinet, organo Hammond, percussioni, pianoforte, synth, cori